# ロベニジン
ロベニジン（英：Robenidine）は抗コクシジウム薬である。家禽を衰弱させる原虫感染症であるコクシジウム症の制御に使用される抗生物質である。他にも抗生物質もあるが、ロベニジンを他の抗生物質とローテーションで使用することで感染症に対する効果を保つために、ロベニジンは抗生物質耐性の管理において重要である。